# Langli Trinbræt
Langli Trinbræt (Langli holdeplass) var et norsk trinbræt på Indre Østfoldbanen (Østfoldbanens østre linje) i Ski. Trinbrættet åbnede i 1932 og var stoppested på NSB's linje Rakkestad/Mysen-Skøyen. Det lå 32,0 km fra Oslo S. I 2008 var der 15 af- og påstigende i pr. dag.
Trinbrættet blev nedlagt 9. december 2012 i forbindelse med indførelsen af en ny køreplan for jernbanetrafikken i Østlandsområdet.